# コミュニティ放送

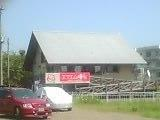
エフエム椿台（秋田市東部）の旧局舎外観

コミュニティ放送（コミュニティほうそう、community broadcasting）は、基幹放送の一種である。

## 定義
「超短波放送による地上基幹放送のうち、一の市町村の全部若しくは一部の区域又はこれに準ずる区域として総務省令で定めるものにおいて受信されることを目的として行われるもの」をいう（放送法第93条第1項第7号）。
この「一の市町村の全部若しくは一部の区域又はこれに準ずる区域として総務省令で定めるもの」は、放送法施行規則第61条の2の規定で、次のように具体化されている。
『法第93条第1項第7号の総務省令で定める区域は、次に掲げるものとする。
一　一の市町村（特別区を含み、地方自治法（昭和22年法律第67号）第252条の19第1項に規定する指定都市にあつては、区とする。第161条及び第162条を除き、以下同じ。）の全部又は一部の区域が他の市町村の一部の区域に隣接する場合は、その区域を併せた区域
二　一の市町村の全部又は一部の区域が他の市町村の一部の区域に隣接し、かつ、当該隣接される他の市町村の一部の区域が当該他の市町村と異なる市町村の一部の区域に隣接する場合であつて、住民のコミュニティとしての一体性が認められるときは、その区域を併せた区域』
なお、電波法及び放送法の一部を改正する法律（令和4年法律第63号）による放送法第93条の改正規定の施行日（令和５年4月20日。令和5年政令第56号。）の前日までは、総務省令放送法施行規則別表第5号（注）10に「一の市町村（特別区を含み、地方自治法第252条の19に規定する指定都市にあつては区とする。以下同じ。）の一部の区域（当該区域が他の市町村の一部の区域に隣接する場合は、その区域を併せた区域とし、当該区域が他の市町村の一部の区域に隣接し、かつ、当該隣接する区域が他の市町村の一部の区域に隣接し、住民のコミュニティとしての一体性が認められる場合には、その区域を併せた区域とする。）における需要に応えるための放送」と規定されていた（この注は同表の「8 放送対象地域による基幹放送の区分（4）コミュニティ放送」に対するものであった。）。
促音の表記は原文ママ

### 特定市区町村放送（局）
現行の電波法施行令第3条第2項第6号は、コミュニティ放送局を「コミュニティ放送（放送法（昭和25年法律第132号）第93条第1項第7号に規定するコミュニティ放送をいう。ただし、同法第8条に規定する臨時かつ一時の目的のための放送であるものを除く。）をする無線局をいう。」と定めている。
なお、改正前の同令第3条第2項第6号は、現在のコミュニティ放送に相当する放送を「特定市区町村放送」（一の市町村の一部の区域　(当該区域が他の市町村の一部の区域に隣接する場合は、その区域を併せた区域とし、当該区域が他の市町村の一部の区域に隣接し、かつ、当該隣接する区域が他の市町村の一部の区域に隣接し、住民のコミュニティとしての一体性が認められる場合には、その区域を併せた区域とする。)における需要に応えるための放送をいう。）と定義し、この放送を行う無線局を「特定市町村放送局」としていた。
これは、令和4年法律第63号による改正前の電波法及び放送法には「コミュニティ放送」の定義規定がなく、かつ、政令である電波法施行令において現行法による「コミュニティ放送局」に相当する無線局を定義するにあたって総務省令（下位法）である放送法施行規則の規定を参照することができない（これを認めると、下位法の規定を改正すれば、上位法の規定はそのままでも事実上その内容を変更できる（＝上位法令の改正と同じ効果を生じさせることができる）余地が生じ、法令の上下関係及びその制定・改廃権限の帰属を曖昧にする恐れがある）ので、政令（同位法）である総務省組織令（平成12年政令第246号）の第85条第1号に規定されている「市区町村放送」の定義（主として一の市町村（特別区を含む。）の区域の一部において受信されることを目的として行われる地上放送をいう。）を流用したことに起因している 。
＊電波法施行令第3条第2項第6号は、無線従事者の操作及び監督の範囲に関わる規定である。

## 概要
コミュニティ放送は放送法第93条第1項第7号で定義される 超短波放送（FM放送）の周波数 を利用するFM放送の一種で、コミュニティFMとも称されてラジオ受信機で聴取できる。事業者は電波法に基づく地上基幹放送局の免許が必要で、地上基幹放送局の免許申請時の基幹放送の種類を表すコードは、無線局の目的コード及び通信事項コードを規定する告示 に、「超短波放送（コミュニティ放送）」をCFMと規定している。但し、全て大文字の頭字語「CFM」はFM放送の判別に難があることから、「cFM」の俗称も散見される。
地上基幹放送の一種だが、放送対象地域が従来の広域放送や県域放送より狭く、「地域密着」「市民参加」「防災および災害時の放送」がコミュニティ放送の特徴と言われる。特に市町村防災行政無線に比して設立経費が1/10 - 1/100と低く、地方自治体が第三セクターを設立して参入する例が多く見られる。地域メディアのCATVとも比較される。
基幹放送用周波数使用計画第1項第10号により、原則として空中線電力は20W以下とされる。特例として空中線電力はFM久米島（FMくめじま）の80W、エフエムわっかない（FMわっぴ〜）の50Wがある。空中線電力の増力について総務省は、北海道の一部と沖縄県島しょ部については認めるが、その他の地域は中継局設置によるエリア拡大が適当であること及び新規開局機会確保のため認めない方針 としている。そのため、2000年代に相次いだ市町村合併（平成の大合併）により、事実上放送エリアが拡大する形で難聴エリアも増加したコミュニティ放送局では難聴エリア解消の為に中継局設置が不可欠となるため、設備投資による多額の費用負担を余儀なくされる放送局も発生している。なお、実効輻射電力（ERP：アンテナの利得によって強められ放射される実際の電力）は上限は無い。
呼出符号（コールサイン）はJOZZ で始まり、その後に1数字（0 - 9の地域番号）と2英字、最後に「-FM」がつく。無線局免許状の有効期間は5年だが、当初に限り有効期限は5年以内の一定の10月31日まで となる。
地上基幹放送局の無線局としての運用体制は、無線局管理責任者、無線局運用責任者、無線局保守責任者によって行われ、管理責任者が無線従事者の資格者（第三級総合無線通信士又は第二級陸上特殊無線技士以上）を選任し、無線設備の運用や保守のための技術操作を行う（実務上は無線従事者が無線局管理責任者を担う）。なお、第二級・第三級総合無線通信士又は第一級・第二級陸上特殊無線技士は「外部の転換装置で電波の質に影響を及ぼさない技術操作」の管理に限定されるため、機器に障害が起きた場合等で技術操作が機器の内部に及ぶような場合には、陸上無線技術士（または第一級総合無線通信士）がその対応を行うことになる。
事業者は日本民間放送連盟とは別に日本コミュニティ放送協会 (JCBA) を結成している。ただし同協会は株式会社のみを対象にしている。
免許不要局で微弱電波を使用する「ミニFM」との混同も散見される。ただし、コミュニティ放送の制度が出来る前はミニFMの出力は後のコミュニティ放送並みに出せたという意味では、混同しやすい一面もある。

## 沿革
西ヨーロッパで、1970年代に放送事業の規制緩和でコミュニティ・ラジオ局が次々と誕生した。日本は1980年代から「地方の時代」などのキャッチコピーが流行りはじめたが、実際のラジオにおける変化は1990年代に入ってからである。ラジオ工作の延長で微弱無線局であるミニFMがブームとなり、これを利用して店舗やイベント会場でも放送がおこなわれた。1988年（昭和63年）に、期間限定ながら小出力かつ限定された地域を対象とする臨時目的放送が法制化 された。
1980年代後半に、基幹放送普及計画（現・放送普及基本計画）に従ってテレビジョン放送の分野で「民放テレビ全国四波化」が進み、ラジオは民放県域FM局の開局が進むなど地方でローカル局が次々現れた。1983年（昭和58年）に郵政省（現・総務省）が「テレトピア構想」を提唱し、1985年（昭和60年）の「ニューメディア時代における放送に関する懇談会」、1988年（昭和63年）から始まった「放送の公共性に関する調査研究会」でコミュニティ放送について言及した。1991年（平成3年）7月まは臨時行政改革推進審議会が多様で個性的な地域づくりを提唱した。
1992年（平成4年）1月25日 にコミュニティ放送が制度化され12月24日にFMいるか（北海道函館市）が第1号として開局した。
当時の放送局（現・地上基幹放送局）の管理 は、広域放送や県域放送と同様に第一級・第二級陸上無線技術士又は第一級総合無線通信士を要した。
| 年月日          | 基準 | 空中線電力 | 凡その可聴域   |
| --------------- | --- | ---------- | -------------- |
| 1992年1月10日 - | 1. 既存民放・外国籍・個人の参入不可 2. 市区町村（政令指定都市では行政区）ごとに1局 3. 第三セクター型では地方公共団体の出資比率30%以下 | 01W以下    | 半径02 - 03km  |
| 1995年3月9日 -  | 既存民放・外国籍・個人の参入不可 （上記の2および3を削除。1のみ残存）                                                                  | 10W以下    | 半径05 – 10 km |
| 1999年3月30日 - | 既存民放・外国籍・個人の参入不可 （上記の2および3を削除。1のみ残存）                                                                  | 20W以下    | 半径15 - 20 km |

1993年（平成5年）4月に電波利用料が制度化された。他の放送局と同額で、空中線電力などにより細分された後も広域放送や県域放送のものと同額に設定されている。
1994年（平成6年）に北海道帯広市のおびひろ市民ラジオ (FM-WING) とエフエムおびひろ (FM-JAGA) が競願して両者とも一本化を拒否し、郵政省が両局に免許を交付した。以降、一市町村に2局以上のコミュニティ放送局が開局する事態も出るようになった。1995年（平成7年）の阪神・淡路大震災以後、地域における非常用伝達手段を確保することを理由に、市区町村単位の複数開局や空中線電力の増強など規制が緩和され、エフエム熱海湯河原など県境を越えて地域圏を放送区域とする局も現れた。1996年（平成8年）から1999年（平成11年）にかけて多く開局するも、経営難から1998年（平成10年）11月30日にFMこんぴらが閉局し、それまで日本の放送ではみられなかった閉局が出始めた。
21世紀初頭の「東京23区及びその周辺」や「大阪市及びその周辺並びに兵庫県南東部地域」では、周波数が逼迫し開設が困難になった

。ただし中には、空き周波数が見当たらない理由で申請却下されながら、申請者が昼夜問わず混信しない周波数を発見し申請したところ認められ開局に至ったレインボータウンFMのような事例もあった。やがてアナログテレビ放送が終了すると、85 - 90MHz（「ガードバンド」に指定されていた、つまり物理1チャンネルが使用されていた地域のみ）及び90 - 95MHzを割り当てることが可能となり、両地区の逼迫状態は一応の解決をみた

。2024年（令和6年）7月に予備免許が交付され同年9月30日に開局したFM大師が、90MHz以上を用いるコミュニティFM局としては初の事例となる。
2015年（平成27年）11月3日、栃木県栃木市のFMくらら857が開局し、コミュニティ放送局の空白都道府県がなくなった。
2019年（平成31年）1月30日、無線従事者の操作及び監督の範囲について「周波数及び空中線電力の安定度の向上及び調整の自動化が図られ、外部の転換装置で電波の質に影響を及ぼさない技術操作により操作可能」して要件が緩和され、第二級・第三級総合無線通信士又は第一級・第二級陸上特殊無線技士による管理が可能となった。なお、この緩和は受信障害対策中継放送（通称「ギャップフィラー」）についても適用された。
| 年度末                                     | 1992年 | 1993年 | 1994年 | 1995年 | 1996年 | 1997年 | 1998年 | 1999年 | 2000年 | 2001年 |
| ------------------------------------------ | ------ | ------ | ------ | ------ | ------ | ------ | ------ | ------ | ------ | ------ |
| 事業者数                                   | 1      | 6      | 15     | 27     | 64     | 88     | 118    | 131    | 139    | 152    |
| 年度末                                     | 2002年 | 2003年 | 2004年 | 2005年 | 2006年 | 2007年 | 2008年 | 2009年 | 2010年 | 2011年 |
| 事業者数                                   | 162    | 166    | 176    | 188    | 202    | 218    | 227    | 237    | 246    | 255    |
| 年度末                                     | 2012年 | 2013年 | 2014年 | 2015年 | 2016年 | 2017年 | 2018年 | 2019年 | 2020年 |        |
| 事業者数                                   | 268    | 281    | 287    | 299    | 304    | 317    | 325    | 332    | 334    |        |
| コミュニティ放送局の事業者数の推移による。 |        |        |        |        |        |        |        |        |        |        |

| 年月                   | 料額     | 備考                                                           |
| ---------------------- | -------- | -------------------------------------------------------------- |
| 1993年（平成5年）4月   | 29,700円 | 他の地上波放送局と同額                                         |
| 1997年（平成9年）10月  | 29,700円 | 他の地上波放送局と同額                                         |
| 2006年（平成18年）4月  | 25,700円 | 他の地上波放送局と同額                                         |
| 2008年（平成20年）4月  | 36,500円 | 空中線電力200W以下のテレビジョン放送以外の地上波放送局が適用   |
| 2011年（平成23年）10月 | 49,200円 | 空中線電力200W以下のテレビジョン放送以外の地上基幹放送局が適用 |
| 2014年（平成26年）10月 | 59,000円 | 空中線電力200W以下のテレビジョン放送以外の地上基幹放送局が適用 |
| 2017年（平成29年）10月 | 16,700円 | 空中線電力200W以下のテレビジョン放送以外の地上基幹放送局が適用 |
| 2019年（令和元年）10月 | 3,400円  | 空中線電力200W以下のテレビジョン放送以外の地上基幹放送局が適用 |

## 経営
免許人は、株式会社と特定非営利活動法人がほとんどを占める。株式会社は地方自治体の第三セクター、既存のケーブルテレビ事業者やその子会社、地方紙やタウン情報誌の子会社が主である。他に僅かながら一般財団法人、一般社団法人、社会福祉法人、学校法人の事例がある。
県域放送は域内全域で連日放送し空中線電力は親局が0.5 - 10kW、中継局が10 - 500W程度である。コミュニティ放送は連日放送の責務は負わずに人口密度が高い地域を対象とし、県域放送局に比して経営効率が高い。一方、経営基盤が脆弱な局もあり、創業者の死去や出資者の経営不振、業務委託を受けていた自治体からの出資打ち切りなどから閉局・倒産・廃業した事業者も散見される。

## 自主制作番組
「地域密着」「市民参加」「防災および災害時の放送」の特徴から、サービスエリアや周辺の住民がパーソナリティを務める会話や音楽の番組、地域イベントの中継番組、サービスエリアのスポーツチームの中継番組など自主制作番組も多い。また、地元議会中継を行う局もある。

### 災害情報番組
1995年（平成7年）の阪神大震災で、ミニFMのエフエムわいわいや母体のFMヨボセヨとFMユーメンが主に外国人へ向けて災害情報の提供を中心に放送して「井植文化賞・国際交流部門賞」を受賞した。エフエムわいわいは震災1周年の1996年（平成8年）1月17日にコミュニティ局として改めて開業し、災害時のコミュニティ放送の役割が注目された。防災無線は受動的に情報発信されるが、コミュニティ放送を含む音声メディアは能動的に放送を選択して聴取している最中に割り込む。防災無線は聴取しづらい場合があるが、ラジオは明瞭な音声で伝達可能である。
2004年（平成16年）台風23号の近畿地方上陸
兵庫県豊岡市のFM JUNGLEが、エフエムわいわいに支援されて公的機関の被災者向け情報を外国語へ翻訳して放送した。
2004年新潟県中越地震
新潟県長岡市のFMながおかの放送設備と周波数を活用して臨時災害放送局を開設し、空中線電力を20Wから50Wに増力して放送区域を周辺の市町まで拡大し、地震発生直後から3か月間、毎日午前7時から午後8時まで災害情報を提供した。
2007年（平成19年）新潟県中越沖地震
被害が甚大であった新潟県柏崎市のFMピッカラが、親局から電波の届かない柏崎市の一部地域や隣接する地域へ放送区域を拡大するため、中継局として長岡市に臨時災害放送局を開設し、1か月間災害情報を流した。
2008年（平成20年）岩手・宮城内陸地震
エフエム東京が被災地の岩手県奥州市にある奥州エフエム放送と中継する「JFN報道特別番組」を編成して現地からの情報を伝え、コミュニティ局の奥州エフエムの放送が岩手県の県域局エフエム岩手でも放送された。
2010年（平成22年）奄美豪雨
鹿児島県奄美市のあまみエフエムが災害発生直後から道路情報や安否確認の災害情報などを発信し、情報提供のメールやFAXが通常の約10倍の量届いたほか、避難所でも放送が頼りにされた。
2011年（平成23年）東北地方太平洋沖地震
市役所などにスタジオを仮設して臨時災害放送局の免許を取得し、空中線電力を20Wから最大150Wに増強して「○○さいがいエフエム」として震災報道を継続した。エフエム東京（『やまだひさしのシナプス』中）が茨城や千葉、ニッポン放送などが東北、それぞれのコミュニティ局を中継をした。

### スポーツ中継
県域ラジオやテレビのスポーツ中継に比して使用機材が少なく、近年はJリーグやBリーグ、都市対抗野球大会などを中継する局もみられる。地域性のあるものとしては、放送区域内に鈴鹿サーキットと富士スピードウェイがそれぞれ立地しているスズカ・ヴォイスFMと富士山GOGOエフエムによる大規模なレース開催時の実況放送がある。また東北楽天ゴールデンイーグルス（楽天野球団）は、試合の実況中継をメインコンテンツとしたコミュニティFM「Rakuten.FM TOHOKU(らくてんみやぎのエフエム)」を自ら開局し運営している事が特筆される。

### スタジオ

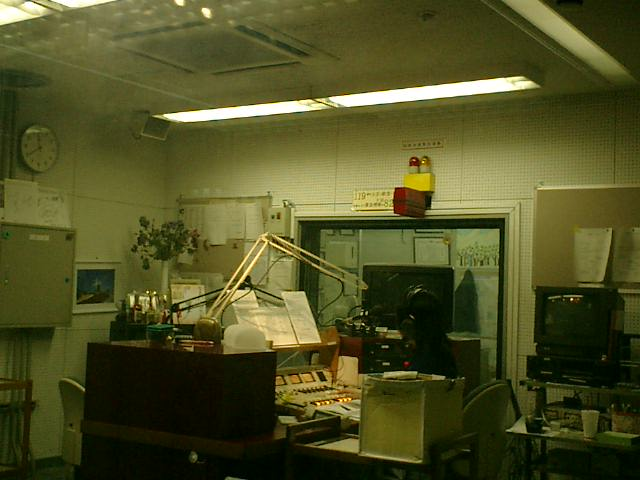
エフエムもりぐちのスタジオ風景

パーソナリティが自ら、CDやテープを再生してミキシングコンソールで調整し、メールを直接読みながら喋るワンマンDJスタイルが多い。
通行人が多い場所に本社スタジオを構えている場合など、サテライトスタジオでスタジオ放送風景を自由に見学できる局も多く見られる。
- 駅に設置：エフエム軽井沢、エフエム佐久平、FMTARO、FMさつませんだいなど
- 商店街に設置：藤沢エフエム放送、エフエム江戸川、福島コミュニティ放送、 愛知北エフエム放送、さっぽろ村ラジオなど
- 商業施設に設置：沼田エフエム放送、やおコミュニティ放送、けんと放送など

### ビジネスモデルの一例
コミュニティー放送においては、都道府県域をエリアとする放送局（県域放送）のように常時24時間放送をしなければならない、他の系列局などからのネットを受けなければならないといったことはなく、それぞれの事業規模に沿ったビジネスモデルが様々ある。
山口県宇部市のFMきららは、2001年に行われた「山口きらら博」の開催時に限定開局されたイベント放送局を契機に、宇部市の地元の企業有志らが開局。自主編成100％を基本とし、協賛広告料を低価格にすることや、深夜・早朝（まれに週末・祝日の終日のもある）は無変調（一部停波も）による放送休止枠を設けたり、ボランティアスタッフ制度の登用などで効率化を図っている。

## 再送信・ネット番組
都道府県域をエリアとする放送局と同様に、他局などからコンテンツを購入する例が多い。外部から購入するコミュニティ局が多いため、結果的にネットワークが築かれたのと同様な状態にもなっている。番組販売により、放送時間が異なるネット化と、サイマル放送によるネット化が見られる。県域放送局と企画ネットを行った例もある。

### 県域FM局・国外局・衛星・有線放送の再送信

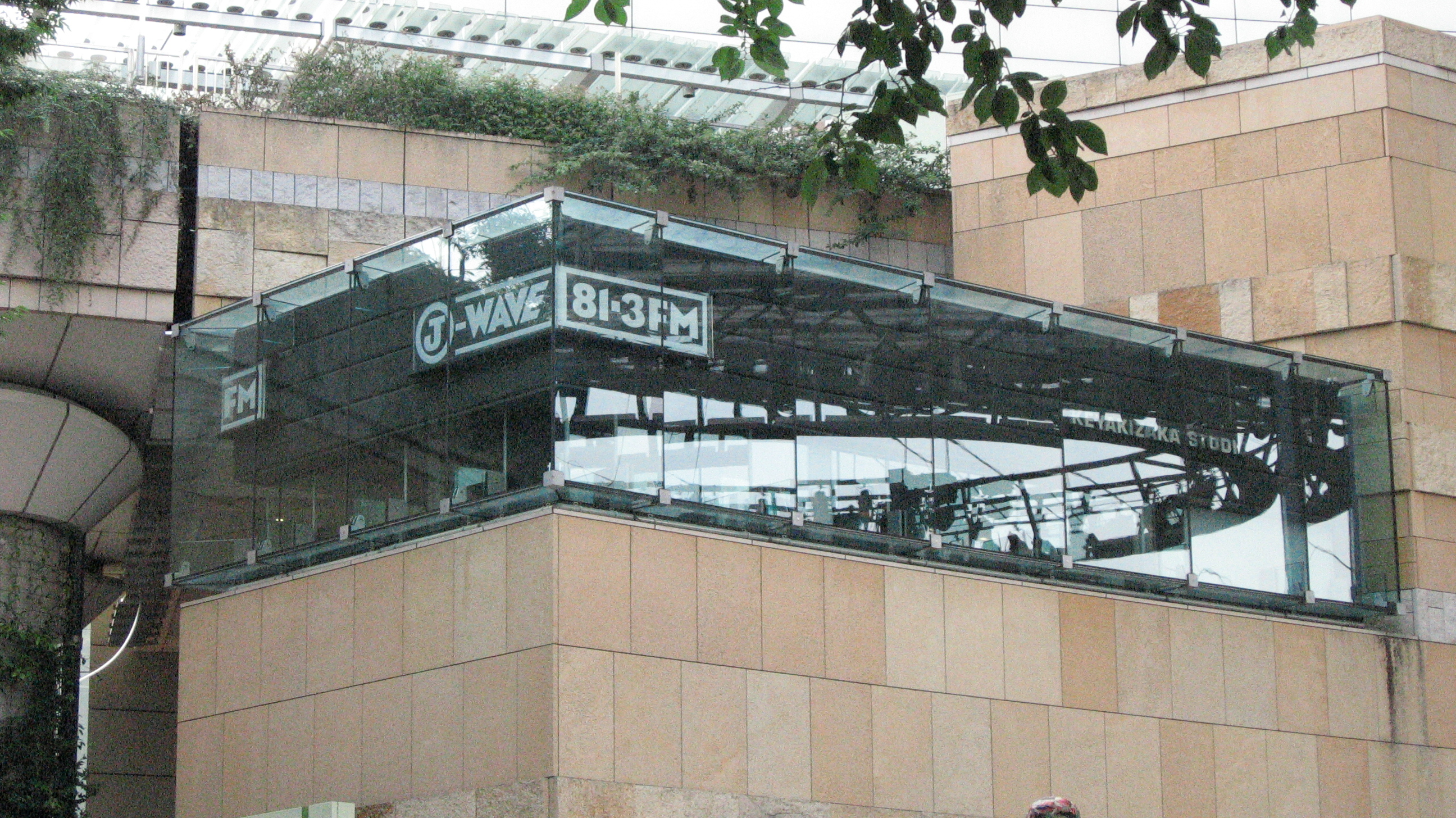
J-WAVEをそのまま流す局も

コミュニティ局の中には、放送区域外の県域FM局・他国の放送局・衛星放送・有線放送を再送信していることがある。コミュニティ局はその小規模さ故に全時間を自局制作で埋めることが難しいためと見られる。独立ラジオ局や独立テレビ局の番組購入と異なり、一定の時間帯に他局の放送をそのまま流すものである。コミュニティ局側は労力をかけずに高品質の番組が放送可能で、配信側の放送局はエリア（聴取者）拡大の規模効果がある。一日の放送時間に占める再送信の割合が半数を超える局も存在し、コミュニティ局にもかかわらず地元の情報が流されない時間帯を多数生んでいる例がある。
東京都のJ-WAVE（USENのSOUND PLANET経由）やミュージックバードを再送信している局が多く、特に夜間帯に再送信する局が多い。スターデジオや有線放送CANの配信を受けている局もある。なお、ミュージックバードはTOKYO FMのグループ会社であるため、TOKYO FMの『立花裕人のMORNING FREEWAY』が東九州コミュニティー放送で放送されたこともあった。
北海道のFM NORTH WAVEを室蘭市のFMびゅーと伊達市のWi-radioが、大阪府のFM802を滋賀県東近江市のびわ湖キャプテンが一部時間帯で再送信している。過去には福岡県のCROSS FMを熊本県阿蘇郡小国町のエフエム小国が、FM802を鳥取県米子市のDARAZコミュニティ放送が、それぞれ再送信していた。
米国ハワイ州のKSSKやサンフランシスコのKOITを再送信していた仙台市民放送（閉局）や、ハワイの日本語放送・KZOOを再送信していた沖縄県浦添市のFM21、などもあった。
沖縄県宮古島市のエフエムみやこでは、FM沖縄の再送信を2006年よりFM沖縄の中継局が伊良部島に開設する2018年まで行われていた。

### AM局の番組再送信
地形的な事情からAM局の中継局が設置できず、聴取難となっている地域では、地元AM局で放送されている一部番組の再送信を行うコミュニティ局も存在する。この場合、ワイド番組内に内包されているネット受け番組が権利上の関係から放送できない場合があり、当該時間帯のみ別コーナーやフィラー音楽を流すことがある。
- 岩手県二戸市のカシオペアFMは、県域局のIBCラジオの自社制作番組の一部を再送信している。岩手県北部の地形は親局684キロヘルツ (kHz) は近接するNHK東京第2の693kHzなどと夜間に混信が激しいことから、IBCラジオの難聴取地域が多く、特に二戸市では以前から補完を求める声が高かった。そのニーズに応えるため、2006年（平成18年）から再送信が始まったが、2016年にIBCラジオが二戸地区にFM補完中継局を開設したため、2017年以降は再送信の時間帯を大幅に縮小した。
- 鹿児島県内では、2010年（平成22年）に開局した宇検村のエフエムうけん・2012年（平成24年）に開局した瀬戸内町のエフエムせとうち→同局閉局後、2022年（令和4年）に新たに開局したせとうちラジオ放送・2014年（平成26年）に開局した龍郷町のエフエムたつごうの各局でも、南日本放送の一部の番組の再送信を行っている。

### コミュニティ局同士の番組ネット
県域放送による全国ネットやブロックネットと様相は異なるが、コミュニティ局同士でもさまざまな形で番組のネットを行い、放送区域を拡大したり、聴取者数を増やしたりする試みが行われている。

#### 全国ネット
1997年（平成9年）9月から、共通番組「木村太郎のこの人と話したい」を全国コミュニティ放送協議会（2002年（平成14年）4月22日から日本コミュニティ放送協会）加盟全63局で放送した。1998年（平成10年）1月から全加盟局で放送した。コミュニティ局は当時100局に満たなかったが、200局を超えた現在も全加盟局で6月6日のコミュニティの日に共通番組「Cの力、Rの絆」を放送し、各地区協議会で制作した番組も統一番組として全国の加盟局で放送している。
2004年（平成16年）に、全国のコミュニティ局を結ぶ『hot pot Kiroro』が放送され、2005年（平成17年）に特定のキーステーションは持たないが独自にネット局を開拓する形で『ワクワクサワー』が始まり、2013年（平成25年）からMBSラジオ『たねまきジャーナル』に出場したジャーナリストや著名人有志を中心に番組存続を念頭に結成した一般社団法人「ラジオアクセスフォーラム」が製作した『ラジオフォーラム』を開始し、中波局の一部もネットするなどネットワークを広げている。
コミュニティ局が製作した番組が県域の中波・FM局で遅れネットされるケースもある。2018年時点では湘南ビーチFMの『ASIAN WAVE』・渋谷のラジオの『福山雅治と荘口彰久の「地底人ラジオ」』・エフエム世田谷の『普天間かおりのぬちぐすいやっさ』が該当する。またスポンサーの意向などにより、県域の中波・FM局の番組がコミュニティ局で遅れネットされるパターンもある。

#### ブロックネット
地方ブロック単位で、その地方にあるコミュニティ局の多数（または全局）で放送され、ブロックネットに近いかたちで放送されている番組も存在する。
「東北コミュニティ放送協議会」（東北コミュニティ放送ネットワーク）に参加している局が共通番組の「はいうぇい 人街ネット」などを放送している。東北地方全域が放送区域に入らないものの、人口カバー率においてブロックネットに近い例である。

#### 地域圏ネット
同じ都道府県内や県境を挟んだ隣接地域のコミュニティ局同士で番組を共同制作をする例も見られる。
- 札幌市内

2004年（平成16年）、北海道札幌市内にあるコミュニティ局が協力しあい、災害時に備えて共通同一の放送をするという企画「札幌方式」が同市の協力の元に立ち上げられた。2011年度いっぱいまで、『そら色ステーション』の名称で最盛期には同市内の全7局、末期は4局が参加し同時放送が行われた。
- 青函コミュニティFMネットワーク協議会（津軽海峡を挟む両岸）

FMいるか（北海道渡島総合振興局・函館都市圏）・Be FM（青森県・八戸都市圏）・FM AZUR（青森県むつ市）・FMアップルウェーブ（青森県・弘前都市圏）の4局で『青函メッセージBOX』という10分番組を週1回、共同制作している。
- 宮城県

サッカーJリーグ・ベガルタ仙台の試合を県内5局で同時中継している。
- 仙山交流圏（東北地方南部）

仙台シティエフエム（宮城県・仙台都市圏）と山形コミュニティ放送（山形県・村山地方）で、週1回の10分番組『762EXPRESS』をネットしている。
- 関東甲信越

30あまりの放送局がミニ番組『今日は何の日』を持ち回りで制作し、各局で放送している。
- 群馬県佐波地域

いせさきFMとラヂオななみは、平日朝夕のワイド番組を共同制作している。
- 東京都多摩地域

2010年（平成22年）10月から、エフエム西東京（西東京市）・調布エフエム放送（調布市）・エフエムむさしの（武蔵野市）の3局の共同制作で、毎週月 - 金の午前11時から正午まで生放送で『ハッピーうーたん』という帯番組が放送されていた。のちに枠変更になり土曜日の午後に生ワイド番組「e-tama」として持ち回りで制作を行ない同時ネットを行っていた。e-tamaの末期はエフエムラジオ立川（立川市）も加わり4局で放送を行っていたが、2014年に共同制作番組は終了した。企画ネット的に番組内コーナー「e-tama いい旅」を各局で放送している。
調布エフエム放送とエフエム西東京は、FC東京の試合も同時ネットで中継していたが、2014年以降は制作局の調布エフエムでの放送のみとなっている。
- 三遠南信地域

三遠南信のコミュニティ放送局参照。
- 鹿児島県大隅半島

半島内の4つのコミュニティ局でおおすみ半島コミュニティ放送ネットワークを組織し、番組をネットしている。
- 鹿児島県奄美大島

島内の3つのコミュニティ局で番組を相互ネットしている。
- 沖縄県

FMコザとFMぎのわんでは一部番組の相互ネットを行っている。
FM21とFMレキオとFMもとぶとFMくめじまでも深夜早朝を中心に最大4局で一部番組の相互ネットを行っている。

#### 企画ネット
同一クライアント、同一企画の番組を各局個別に制作し放送する例も見られる。FMやまと、エフエム入間で実施している、まあるいしあわせスリーエフレポートなど。

### 県域ラジオ局との番組ネット
「やまぐちエフエムUNITED」は山口県域を放送エリアとするエフエム山口と、山口県内各地のコミュニティ放送局（エフエム萩[FM NANAKO]・FMながと[FM AQUA]・コミュニティエフエム下関[COME ON! FM]・FM山陽小野田[FMスマイルウェ～ブ]・エフエムきらら[FMきらら]・ぷらざFM[FMわっしょい]・エフエム周南[しゅうなんFM]）が2020年11月6日 - 27日と12月1日に放送した特別番組で、各地の様々な名産品などを紹介した。（同時生放送及び遅れネット）

### コミュニティ放送が聴取できる主たるアプリケーション
コミュニティ放送はFMの電波としての放送は特定市区町村（およびその周辺地域）しか聴取することができないが、一部の放送局が独自にその局のみを聞くためだけの専用ラジオ・アプリケーションソフトウェアを提供し、実質全国的に配信しているものもある。
また全国の多くのコミュニティ放送を聴取できるアプリケーションソフトも存在し、以下のものがある。特に、「録音ラジオサーバー」と「らじれこ・らくらじ」はradiko・らじるらじる（NHK）とも互換しているうえ、コミュニティー放送に関してはマニュアル予約のみながら、リアルタイム録音・タイマー予約録音が可能である。
- SimulRadio（サイマルラジオ） - コミュニティ放送のインターネット配信プロジェクト
- JCBAインターネットサイマルラジオ - コミュニティ放送のインターネット配信プロジェクト
  - Radimo（レディモ）
- ListenRadio（リスラジ）
- FM++
- FM聴
- 位置ラジ
- TuneIn
- 録音ラジオサーバー（JCBA、リスラジ、++に対応。radiko・らじるらじるとも互換）
- らじれこ（PC）・らくらじ（スマホ）（JCBA、リスラジに対応。radiko・らじるらじるとも互換）
- myTuner Radio

## 海外のコミュニティ放送
韓国はコミュニティ放送にあたる小出力FM放送の制度がある。出力は1W。2005年に8局が開局したが、その後の開局はない。